# Maya Rudolph
Maya Rudolph Khabira (Gainesville, Florida, 1972. július 27. –) hatszoros Primetime Emmy-díjas amerikai színésznő, komikus és énekes.
A Saturday Night Live című sorozatban kezdte pályafutását, majd később főként vígjátékokban tűnt fel, színészként és szinkronszínészként egyaránt.

## Fiatalkora
Rudolph a floridai Gainesvilleben született, Minnie Riperton énekes-dalszerző és Richard Rudolph zeneszerző lányaként. Anyja afro-amerikai volt, apja pedig askenázi zsidó. Apai nagyapja a filantróp Sidney Rudolph volt, aki egykor a Wendy's és Rudy's éttermek (Miami-Dade megye, Florida) tulajdonosa volt. Dédapja Vilniusban (Litvánia) született, vezetéknevét „Rudashevsky”-ról „Rudolph”-ra változtatta, és a Beth Shalom gyülekezet egyik alapító tagja volt, ami egy konzervatív zsidó zsinagóga Squirrel Hill szomszédságában (Pittsburgh, Pennsylvania). Rudolph keresztanyja Teena Marie R&B énekes volt.
Rudolph szülei Los Angelesből, Kaliforniába költöztek, amikor öccsével, Marccsal még fiatalok voltak, és elsősorban Westwood (Los Angeles) környéken nőttek fel.

## Magánélete
Rudolph 2001 óta kapcsolatban áll Paul Thomas Anderson filmkészítővel. A San Fernando-völgyben élnek négy gyermekükkel - Pearl Minnie (szül.: 2005. október), Lucille (szül.: 2009. november 6.), a fiuk Jack (szül.: 2011. július 3.) és Minnie Ida (szül.: 2013 augusztus).

## Filmográfia

### Film
| Év   | Magyar cím                                         | Eredeti cím                                 | Szerep                       | Magyar hang       | Rendező                   |
| ---- | -------------------------------------------------- | ------------------------------------------- | ---------------------------- | ----------------- | ------------------------- |
| 1997 | Lesz ez még így se!                                | As Good as It Gets                          | rendőrnő                     | Bálint Sugárka    | James L. Brooks           |
| 1997 | Gattaca                                            | Gattaca                                     | ápolónő                      |                   | Andrew Niccol             |
| 2000 | Tuti duók                                          | Duets                                       | Karaoke Hosztesz             | Czifra Krisztina  | Bruce Paltrow             |
| 2000 | Chuck és Buck                                      | Chuck & Buck                                | Jamilla                      |                   | Miguel Arteta             |
| 2003 | Jószomszédi iszony                                 | Duplex                                      | Tara                         |                   | Danny DeVito              |
| 2004 | Az 50 első randi                                   | 50 First Dates                              | Stacy                        | Orosz Helga       | Peter Segal               |
| 2006 | Hülyék Paradicsoma                                 | Idiocracy                                   | Rita                         | Solecki Janka     | Mike Judge                |
| 2006 | Az utolsó adás                                     | A Prairie Home Companion                    | Molly                        | Murányi Tünde     | Robert Altman             |
| 2007 | Harmadik Shrek                                     | Shrek the Third                             | Rapunzel (hangja)            | Oroszlán Szonja   | Chris Miller              |
| 2007 | Harmadik Shrek                                     | Shrek the Third                             | Rapunzel (hangja)            | Oroszlán Szonja   | Raman Hui                 |
| 2009 | Továbbállók                                        | Away We Go                                  | Verona De Tessant            | Orosz Helga       | Sam Mendes                |
| 2010 | MacGruber                                          | MacGruber                                   | Casey Fitzpatrick            | Báthory Orsolya   | Jorma Taccone (1.)        |
| 2010 | Nagyfiúk                                           | Grown Ups                                   | Deanne McKenzie              | Söptei Andrea     | Dennis Dugan (1.)         |
| 2011 | A gondozoo                                         | Zookeeper                                   | Mollie, a zsiráf (hangja)    | Kocsis Mariann    | Frank Coraci              |
| 2011 | Barátok babákkal                                   | Friends with Kids                           | Leslie                       | Söptei Andrea     | Jennifer Westfeldt        |
| 2011 | Koszorúslányok                                     | Bridesmaids                                 | Lillian Donovan              | Söptei Andrea     | Paul Feig                 |
| 2013 | Turbó                                              | Turbo                                       | Parázs (hangja)              | Söptei Andrea     | David Soren               |
| 2013 | Az első igazi nyár                                 | The Way, Way Back                           | Caitlyn                      | Söptei Andrea     | Nat Faxon                 |
| 2013 | Az első igazi nyár                                 | The Way, Way Back                           | Caitlyn                      | Söptei Andrea     | Jim Rash                  |
| 2013 | Nagyfiúk 2.                                        | Grown Ups 2                                 | Deanne McKenzie              | Söptei Andrea     | Dennis Dugan (2.)         |
| 2014 | Hős6os                                             | Big Hero 6                                  | Cass néni (hangja)           | Bozó Andrea       | Don Hall                  |
| 2014 | Beépített hiba                                     | Inherent Vice                               | Petunia Leeway               | Bánfalvi Eszter   | Paul Thomas Anderson (1.) |
| 2014 | A mogyoró-meló                                     | The Nut Job                                 | Bizsu (hangja)               | Nemes Takách Kata | Peter Lepeniotis          |
| 2015 | Lánytesók                                          | Sisters                                     | Brinda                       | Bertalan Ágnes    | Jason Moore               |
| 2015 |                                                    | A Very Murray Christmas                     | énekes                       |                   | Sofia Coppola             |
| 2015 | Maggie terve                                       | Maggie's Plan                               | Felicia                      | Létay Dóra        | Rebecca Miller            |
| 2015 | Különös varázs                                     | Strange Magic                               | Griselda (hangja)            | Molnár Zsuzsa     | Gary Rydstrom             |
| 2016 | Angry Birds – A film                               | The Angry Birds Movie                       | Matilda (hangja)             | Nádasi Veronika   | Mikael Hed                |
| 2016 |                                                    | My Entire High School Sinking Into the Sea  | Verti (hangja)               |                   | Dash Shaw                 |
| 2016 | Popsztár: Soha ne állj le (a soha le nem állással) | Popstar: Never Stop Never Stopping          | Deborah                      | Létay Dóra        | Akiva Schaffer            |
| 2016 | Popsztár: Soha ne állj le (a soha le nem állással) | Popstar: Never Stop Never Stopping          | Deborah                      | Létay Dóra        | Jorma Taccone (2.)        |
| 2016 |                                                    | Mr. Pig                                     | Eunice                       |                   | Diego Luna                |
| 2017 | A mogyoró-meló 2.                                  | The Nut Job 2: Nutty by Nature              | Bizsu (hangja)               | Nemes Takách Kata | Cal Brunker               |
| 2017 | Az Emoji-film                                      | The Emoji Movie                             | Mosolygó (hangja)            | Náray Erika       | Tony Leondis              |
| 2017 | Búcsú Greenéktől                                   | We Don't Belong Here                        | Joanne                       | Sági Tímea        | Peer Pedersen             |
| 2017 | Bukós szakasz                                      | CHIPS                                       | Gail Hernandez őrmester      | Németh Kriszta    | Dax Shepard               |
| 2018 | A partiállat                                       | Life of the Party                           | Christine                    | Söptei Andrea     | Ben Falcone               |
| 2018 | Haláli bábjáték                                    | The Happytime Murders                       | Bubbles                      | Létay Dóra        | Brian Henson              |
| 2019 | Éretlenségi                                        | Booksmart                                   | motivációs hang              | Pap Katalin       | Olivia Wilde              |
| 2019 | A Lego-kaland 2.                                   | The Lego Movie 2: The Second Part           | Anya / Dorothy Gale (hangja) | Söptei Andrea     | Mike Mitchell             |
| 2019 | Angry Birds 2. – A film                            | The Angry Birds Movie 2                     | Matilda (hangja)             | Nádasi Veronika   | Thurop Van Orman          |
| 2019 | Borvidék                                           | Wine Country                                | Naomi                        |                   | Amy Poehler               |
| 2020 | A Willoughby testvérek kalandjai                   | The Willoughbys                             | Dadus (hangja)               | Nádasi Veronika   | Kris Pearn                |
| 2020 | Hubie, a halloween hőse                            | Hubie Halloween                             | Mrs. Hennesy                 | Farkasinszky Edit | Steven Brill              |
| 2021 | A Mitchellék a gépek ellen                         | The Mitchells vs. the Machines              | Linda Mitchell (hangja)      | Zakariás Éva      | Mike Rianda               |
| 2021 | Luca                                               | Luca                                        | Daniela Paguro (hangja)      | Nádasi Veronika   | Enrico Casarosa           |
| 2021 | Licorice Pizza                                     | Licorice Pizza                              | Gale                         | Bérces Gabriella  | Paul Thomas Anderson (2.) |
| 2022 | Bűbáj 2. – Kiábrándulva                            | Disenchanted                                | Malvina Monroe               | Náray Erika       | Adam Shankman             |
| 2023 | Tini Nindzsa Teknőcök: Mutáns káosz                | Teenage Mutant Ninja Turtles: Mutant Mayhem | Cynthia Utrom                | Bertalan Ágnes    | Jeff Rowe                 |
| 2024 | Képzeletbeli barátok                               | IF                                          | Ally, az aligátor (hangja)   | Létay Dóra        | John Krasinski            |

## Fordítás
- Ez a szócikk részben vagy egészben  a   Maya Rudolph című angol Wikipédia-szócikk fordításán alapul.  Az eredeti cikk szerkesztőit annak laptörténete sorolja fel. Ez a jelzés csupán a megfogalmazás eredetét és a szerzői jogokat jelzi, nem szolgál a cikkben szereplő információk forrásmegjelöléseként.